# Modified Frequency Modulation
Modified Frequency Modulation (MFM) var en metod att lagra digital information på magnetiska media. Kodningsmetoden användes på diskettenheter men ersattes för hårddiskar i de flesta fall av Run Length Limited-kodning som i sin tur ersattes av Trelliskodning.[källa behövs]
De första hårddiskarna för persondatorer som kom i början av 1980-talet hade ett gränssnitt som använde MFM-kodning och kopplades med två flatkablar till ett kontrollerkort som således kallades "MFM-kontroller" (enheterna hade en mer komplex styrning än diskettenheter och behövde därför en extra kabel), senare ersattes detta lågnivågränssnitt av de standardiserade IDE och SCSI-gränssnitten. Diskettenheter fortsatte dock att använda MFM-gränssnittet till dess att de slutade monteras i nya datorer i mitten av 2000-talets första decennium, varefter MFM-gränssnittet lades ner helt.